# Tamás Kádár
Tamás Kádár (Veszprém, 14 marzo 1990) è un calciatore ungherese, difensore dell'MTK Budapest.

## Caratteristiche tecniche
Kádár viene utilizzato come difensore, sia da centrale che da terzino sinistro.

## Carriera

### Club

#### Zalaegerszeg
Cresciuto calcisticamente nello Zalaegerszegi Kádár debutta ufficialmente in prima squadra nel 2006, all'età di soli sedici anni. Nel dicembre 2007, Bolton Wanderers e Newcastle United gli offrono un provino. Ma vista la giovane età del ragazzo impossibilitato a trasferirsi per via delle regole della FIFA decide di rimanere in Ungheria, dove ha collezionato quattordici partite in campionato, quattro nella coppa nazionale e due in Coppa Intertoto, con lo Zalaegerszegi.

#### Newcastle
All'inizio del gennaio 2008 alcune fonti locali, hanno riportato che Kádár avrebbe giocato una partita con la squadra riserve l'8 gennaio 2008, per firmare poi un contratto nei giorni seguenti. Generando un vero e proprio intrigo internazionale infatti Il trasferimento internazionale del calciatore è stato permesso dall'Unione europea. Normalmente, un calciatore dovrebbe avere diciotto anni prima di accettare un trasferimento di questo tipo, ma in Europa può essere acquistato dai sedici anni. Kádár, alla firma, è diventato il terzo calciatore più giovane a legarsi ai Magpies, dopo Ben Tozer e Wesley Ngo Baheng.
Il giocatore è stato presentato davanti a tutta la stampa il 18 gennaio insieme al suo nuovo tecnico Kevin Keegan, che nel frattempo aveva preso il posto di Sam Allardyce.
Durante la stagione 2008-09, Kádár vista la giovane età fu soprattutto impiegato nella squadra riserve, ma è stato portato in panchina sia per la gara casalinga di campionato contro il Liverpool, che per il terzo turno di FA Cup contro l'Hull City.
Il 21 gennaio 2009 subisce una frattura alla gamba in una partita della squadra riserve contro il Sunderland, escludendolo dai campi da gioco per sei mesi.
L'11 giugno 2009 è tornato a calcare i campi da gioco giocando 90 minuti nella vittoria per 3-0 contro lo Shamrock Rovers in una amichevole estiva, la stagione 2009-10 vede il suo debutto in prima squadra prima nella vittoria per 4-3 contro l'Huddersfield Town in Coppa di lega e poi il 31 agosto in campionato nella vittoria casalinga per 1-0 ai danni del Leicester, Anche se dietro Steven Taylor e Fabricio Coloccini nelle gerarchie, si è trasformato in alcune ottime prestazioni ogni volta che il nuovo manager Chris Hughton lo ha schierato in campo, soprattutto quando gli stessi Taylor e Coloccini erano infortunati durante diversi momenti della stagione. Nella stagione 2010-2011, è sceso in campo nei turni di Coppa di Lega giocando al centro della difesa per il loro secondo round contro l'Accrington Stanley vincendo per 3-2, nel corso della stagione non riesce a trovare lo spazio della passata stagione decidendo nella successiva finestra di mercato di andare a giocare in prestito.

#### Il prestito all'Huddersfield e il ritorno al Newcastle
Il 10 gennaio 2011 si trasferisce sei mesi in prestito all'Huddersfield Town club militante in League One allenato da Lee Clark suo allenatore ai tempi in cui aveva firmato originariamente il contratto con i Magpies. il suo debutto avviene nella vittoria interna per 3-2 contro il Plymouth, infortunatosi contro il Walsall termina anticipatamente la stagione con solo 2 presenze all'attivo, al suo rientro col Newcastle per la stagione 2011-12 viene relegato tra panchina e tribuna non scendendo mai in campo così al termine del contratto avvenuto il 1º luglio 2012 lascia i Magpies dopo 5 anni ed un totale di 18 presenze.

#### Roda JC e Diósgyőr
Dopo un periodo di prova, Kádár ha ufficialmente firmato il 7 agosto 2012 col Roda J.C. club militante in Eredivisie. Anche se nella prima parte di stagione 2012-13 ha giocato 11 partite in cui è stato preso molto in considerazione dall'allenatore, Kádár ha chiesto di essere ceduto per avere più possibilità di giocare, andando sei mesi in prestito agli ungheresi del Diósgyőr club della massima serie ungherese facendo così ritorno in patria a distanza di 6 anni dall'ultima volta. Dopo le ottime prestazioni 13 presenze ed una rete il club di Miskolc decide di riscattarlo interamente dagli olandesi del Roda J.C., col club biancorosso diventa uno dei pilastri della difesa con cui vince nella stagione 2013-14 la coppa di lega e arriva secondo perdendo la finale di coppa di Ungheria contro l'Újpest. Nel gennaio della stagione successiva dopo un totale di 73 presenze condite con 2 gol lascia il club magiaro.

#### Lech Poznań
Il 29 gennaio 2015, firma un contratto di tre anni e mezzo col club polacco del Lech Poznań militante in Ekstraklasa.

#### Dinamo Kiev
A gennaio 2017 si trasferisce nel club ucraino della Dinamo Kiev. Il 26 aprile successivo realizza il suo primo gol, in occasione della partita di Coppa di Ucraina, vinta per 4-0 in casa del Mykolaïv. Il 24 novembre 2019, in occasione della partita vinta per 3-0 contro il Mariupol', gioca la sua 100ª partita con la maglia della Dinamo.

#### Shandong Luneng
Il 28 febbraio 2020 firma un contratto col club cinese dello Shandong Taishan.

### Nazionale
Inizia la trafila con la nazionale ungherese nel 2006 con l'Under-17 giocando un totale di 6 partite rimanendoci fino al 2007, nello stesso anno si alterna con l'Under-19 giocando 3 incontri. Dal 2009 viene convocato regolarmente dall'Ungheria under 21 disputando alcune gare di qualificazione all'europeo di categoria e rimanendoci fino al 2012.
Il 12 maggio 2008, ha ricevuto la prima convocazione dalla nazionale maggiore, ma non è sceso in campo; il suo debutto è avvenuto il 17 novembre 2010 nell'amichevole vinta per 2-0 contro la Lituania.
Il 15 novembre 2015, grazie alla vittoria contro la Norvegia, l'Ungheria si qualifica al campionato d'Europa 2016 dopo 44 anni dall'ultima volta.
Viene convocato per Francia 2016.
Segna il suo primo gol il 31 agosto 2017 nella vittoria avvenuta per 3-1 sulla Lettonia in un match valido per la qualificazione al mondiale di Russia 2018.

## Statistiche

### Presenze e reti nei club
Statistiche aggiornate al 12 dicembre 2021.
| Stagione            | Squadra             | Campionato          | Campionato | Campionato | Coppe nazionali | Coppe nazionali | Coppe nazionali | Coppe continentali | Coppe continentali | Coppe continentali | Altre coppe | Altre coppe | Altre coppe | Totale | Totale |
| Stagione            | Squadra             | Comp                | Pres       | Reti       | Comp            | Pres            | Reti            | Comp               | Pres               | Reti               | Comp        | Pres        | Reti        | Pres   | Reti   |
| ------------------- | ------------------- | ------------------- | ---------- | ---------- | --------------- | --------------- | --------------- | ------------------ | ------------------ | ------------------ | ----------- | ----------- | ----------- | ------ | ------ |
| 2006-2007           | Zalaegerszeg        | NBI                 | 5          | 0          | MK+MLK          | -+3             | -+0             | -                  | -                  | -                  | -           | -           | -           | 8      | 0      |
| 2007-gen. 2008      | Zalaegerszeg        | NBI                 | 9          | 1          | MK+MLK          | 0+4             | 0+0             | CU                 | 2                  | 0                  | -           | -           | -           | 15     | 1      |
| Totale Zalaegerszeg | Totale Zalaegerszeg | Totale Zalaegerszeg | 14         | 1          |                 | 7               | 0               |                    | 2                  | 0                  |             | -           | -           | 23     | 1      |
| gen.-giu. 2008      | Newcastle United    | PL                  | 0          | 0          | FACup+CdL       | -+-             | -               | -                  | -                  | -                  | -           | -           | -           | 0      | 0      |
| 2008-2009           | Newcastle United    | PL                  | 0          | 0          | FA Cup+CdL      | 0+0             | 0+0             |                    | -                  | -                  |             | -           | -           | 0      | 0      |
| 2009-2010           | Newcastle United    | FLC                 | 13         | 0          | FACup+CdL       | 2+1             | 0+0             |                    | -                  | -                  |             | -           | -           | 16     | 0      |
| 2010-gen. 2011      | Newcastle United    | PL                  | 0          | 0          | FACup+CdL       | 0+2             | 0+0             |                    | -                  | -                  |             | -           | -           | 2      | 0      |
| gen.-giu. 2011      | Huddersfield Town   | FL1                 | 2          | 0          | FACup+CdL       | 0+0             | 0+0             | -                  | -                  | -                  | FLT         | -           | -           | 2      | 0      |
| 2011-2012           | Newcastle United    | PL                  | 0          | 0          | FACup+CdL       | 0+0             | 0+0             |                    | -                  | -                  |             | -           | -           | 0      | 0      |
| Totale Newcastle    | Totale Newcastle    | Totale Newcastle    | 13         | 0          |                 | 5               | 0               |                    |                    |                    |             |             |             | 18     | 0      |
| 2012-gen. 2013      | Roda JC             | ED                  | 11         | 0          | CO              | 1               | 0               |                    |                    |                    | -           | -           | -           | 12     | 0      |
| gen.-giu. 2013      | Diósgyőri           | NBI                 | 13         | 1          | MK+MKL          | -+0             | -+0             |                    | -                  | -                  | -           | -           | -           | 13     | 1      |
| 2013-2014           | Diósgyőri           | NBI                 | 24         | 1          | MK+MLK          | 8+5             | 0+0             | -                  | -                  | -                  | -           | -           | -           | 37     | 1      |
| 2014-gen. 2015      | Diósgyőri           | NBI                 | 16         | 0          | MK+MLK          | 0+1             | 0+0             | UEL                | 6                  | 0                  | -           | -           | -           | 23     | 0      |
| Totale Diósgyőr     | Totale Diósgyőr     |                     | 53         | 2          |                 | 14              | 0               |                    | 6                  | 0                  |             | -           | -           | 73     | 2      |
| gen.-giu. 2015      | Lech Poznań         | EK                  | 9          | 0          | PP              | 3               | 0               | UEL                | -                  | -                  | -           | -           | -           | 12     | 0      |
| 2015-2016           | Lech Poznań         | EK                  | 29         | 0          | PP              | 4               | 0               | UCL+UEL            | 3+7                | 0                  | SP          | 1           | 0           | 44     | 0      |
| 2016-feb. 2017      | Lech Poznań         | EK                  | 16         | 0          | PP              | 2               | 0               | -                  | -                  | -                  | SP          | 0           | 0           | 18     | 0      |
| Totale Lech Poznań  | Totale Lech Poznań  | Totale Lech Poznań  | 54         | 0          |                 | 9               | 0               |                    | 10                 | 0                  |             | 1           | 0           | 74     | 0      |
| feb.-mag. 2017      | Dinamo Kiev         | PL                  | 10         | 0          | KU              | 3               | 1               | UCL                | -                  | -                  | SU          | -           | -           | 13     | 1      |
| 2017-2018           | Dinamo Kiev         | PL                  | 21         | 0          | KU              | 2               | 0               | UCL+UEL            | 2+11               | 0                  | SU          | 0           | 0           | 36     | 0      |
| 2018-2019           | Dinamo Kiev         | PL                  | 22         | 0          | KU              | 1               | 0               | UCL+UEL            | 4+7                | 0+0                | SU          | 1           | 0           | 35     | 0      |
| 2019-feb. 2020      | Dinamo Kiev         | PL                  | 13         | 0          | KU              | 0               | 0               | UCL+UEL            | 2+4                | 0+0                | SU          | 1           | 0           | 19     | 0      |
| Totale Dinamo Kiev  | Totale Dinamo Kiev  | Totale Dinamo Kiev  | 66         | 0          |                 | 6               | 1               |                    | 30                 | 0                  |             | 2           | 0           | 104    | 1      |
| mar. 2020-2021      | Shandong Taishan    | CSL                 | 11+4       | 0          | CC              | 1               | 0               | -                  | -                  | -                  | -           | -           | -           | 16     | 0      |
| 2021                | Tianjin J. Tigers   | CSL                 | 16         | 0          | CC              | 0               | 0               | -                  | -                  | -                  | -           | -           | -           | 16     | 0      |
| Totale carriera     | Totale carriera     | Totale carriera     | 244        | 3          |                 | 43              | 1               |                    | 48                 | 0                  |             | 2           | 0           | 337    | 4      |

### Cronologia presenze e reti in nazionale
| Cronologia completa delle presenze e delle reti in nazionale ― Ungheria | Cronologia completa delle presenze e delle reti in nazionale ― Ungheria | Cronologia completa delle presenze e delle reti in nazionale ― Ungheria | Cronologia completa delle presenze e delle reti in nazionale ― Ungheria | Cronologia completa delle presenze e delle reti in nazionale ― Ungheria | Cronologia completa delle presenze e delle reti in nazionale ― Ungheria | Cronologia completa delle presenze e delle reti in nazionale ― Ungheria | Cronologia completa delle presenze e delle reti in nazionale ― Ungheria |
| Data                                                                    | Città                                                                   | In casa                                                                 | Risultato                                                               | Ospiti                                                                  | Competizione                                                            | Reti                                                                    | Note                                                                    |
| ----------------------------------------------------------------------- | ----------------------------------------------------------------------- | ----------------------------------------------------------------------- | ----------------------------------------------------------------------- | ----------------------------------------------------------------------- | ----------------------------------------------------------------------- | ----------------------------------------------------------------------- | ----------------------------------------------------------------------- |
| 17-10-2010                                                              | Székesfehérvár                                                          | Ungheria                                                                | 2 – 0                                                                   | Lituania                                                                | Amichevole                                                              | -                                                                       | 46’                                                                     |
| 11-11-2011                                                              | Budapest                                                                | Ungheria                                                                | 5 – 0                                                                   | Liechtenstein                                                           | Amichevole                                                              | -                                                                       |                                                                         |
| 29-2-2012                                                               | Győr                                                                    | Ungheria                                                                | 1 – 1                                                                   | Bulgaria                                                                | Amichevole                                                              | -                                                                       |                                                                         |
| 4-6-2012                                                                | Budapest                                                                | Ungheria                                                                | 0 – 0                                                                   | Irlanda                                                                 | Amichevole                                                              | -                                                                       | 70’                                                                     |
| 12-10-2012                                                              | Tallinn                                                                 | Estonia                                                                 | 0 – 1                                                                   | Ungheria                                                                | Qual. Mondiali 2014                                                     | -                                                                       |                                                                         |
| 16-10-2013                                                              | Budapest                                                                | Ungheria                                                                | 3 – 1                                                                   | Turchia                                                                 | Qual. Mondiali 2014                                                     | -                                                                       |                                                                         |
| 14-11-2012                                                              | Budapest                                                                | Ungheria                                                                | 0 – 2                                                                   | Norvegia                                                                | Amichevole                                                              | -                                                                       |                                                                         |
| 6-2-2013                                                                | Belek                                                                   | Ungheria                                                                | 1 – 1                                                                   | Bielorussia                                                             | Amichevole                                                              | -                                                                       |                                                                         |
| 22-3-2013                                                               | Budapest                                                                | Ungheria                                                                | 2 – 2                                                                   | Romania                                                                 | Qual. Mondiali 2014                                                     | -                                                                       |                                                                         |
| 26-3-2013                                                               | Istanbul                                                                | Turchia                                                                 | 1 – 1                                                                   | Ungheria                                                                | Qual. Mondiali 2014                                                     | -                                                                       |                                                                         |
| 6-6-2013                                                                | Győr                                                                    | Ungheria                                                                | 1 – 0                                                                   | Kuwait                                                                  | Amichevole                                                              | -                                                                       |                                                                         |
| 14-8-2013                                                               | Budapest                                                                | Ungheria                                                                | 1 – 1                                                                   | Rep. Ceca                                                               | Amichevole                                                              | -                                                                       |                                                                         |
| 6-9-2013                                                                | Bucarest                                                                | Romania                                                                 | 3 – 0                                                                   | Ungheria                                                                | Qual. Mondiali 2014                                                     | -                                                                       |                                                                         |
| 10-9-2013                                                               | Budapest                                                                | Ungheria                                                                | 5 – 1                                                                   | Estonia                                                                 | Qual. Mondiali 2014                                                     | -                                                                       |                                                                         |
| 11-10-2013                                                              | Amsterdam                                                               | Paesi Bassi                                                             | 8 – 1                                                                   | Ungheria                                                                | Qual. Mondiali 2014                                                     | -                                                                       | 46’                                                                     |
| 5-3-2014                                                                | Győr                                                                    | Ungheria                                                                | 1 – 2                                                                   | Finlandia                                                               | Amichevole                                                              | -                                                                       | 56’                                                                     |
| 11-10-2014                                                              | Bucarest                                                                | Romania                                                                 | 1 – 1                                                                   | Ungheria                                                                | Qual. Euro 2016                                                         | -                                                                       |                                                                         |
| 14-10-2014                                                              | Tórshavn                                                                | Fær Øer                                                                 | 0 – 1                                                                   | Ungheria                                                                | Qual. Euro 2016                                                         | -                                                                       |                                                                         |
| 14-11-2014                                                              | Budapest                                                                | Ungheria                                                                | 1 – 0                                                                   | Finlandia                                                               | Qual. Euro 2016                                                         | -                                                                       |                                                                         |
| 18-11-2014                                                              | Budapest                                                                | Ungheria                                                                | 1 – 2                                                                   | Russia                                                                  | Amichevole                                                              | -                                                                       |                                                                         |
| 29-3-2015                                                               | Budapest                                                                | Ungheria                                                                | 0 – 0                                                                   | Grecia                                                                  | Qual. Euro 2016                                                         | -                                                                       |                                                                         |
| 13-6-2015                                                               | Helsinki                                                                | Finlandia                                                               | 0 – 1                                                                   | Ungheria                                                                | Qual. Euro 2016                                                         | -                                                                       |                                                                         |
| 4-9-2015                                                                | Budapest                                                                | Ungheria                                                                | 0 – 0                                                                   | Romania                                                                 | Qual. Euro 2016                                                         | -                                                                       |                                                                         |
| 7-9-2015                                                                | Belfast                                                                 | Irlanda del Nord                                                        | 1 – 1                                                                   | Ungheria                                                                | Qual. Euro 2016                                                         | -                                                                       |                                                                         |
| 8-10-2015                                                               | Budapest                                                                | Ungheria                                                                | 2 – 1                                                                   | Fær Øer                                                                 | Qual. Euro 2016                                                         | -                                                                       |                                                                         |
| 11-10-2015                                                              | Il Pireo                                                                | Grecia                                                                  | 4 – 3                                                                   | Ungheria                                                                | Qual. Euro 2016                                                         | -                                                                       |                                                                         |
| 12-11-2015                                                              | Oslo                                                                    | Norvegia                                                                | 1 – 2                                                                   | Ungheria                                                                | Qual. Euro 2016                                                         | -                                                                       | 34’                                                                     |
| 15-11-2015                                                              | Budapest                                                                | Ungheria                                                                | 2 – 1                                                                   | Norvegia                                                                | Qual. Euro 2016                                                         | -                                                                       |                                                                         |
| 20-5-2016                                                               | Budapest                                                                | Ungheria                                                                | 0 – 0                                                                   | Costa d'Avorio                                                          | Amichevole                                                              | -                                                                       |                                                                         |
| 4-6-2016                                                                | Gelsenkirchen                                                           | Germania                                                                | 2 – 0                                                                   | Ungheria                                                                | Amichevole                                                              | -                                                                       |                                                                         |
| 14-6-2016                                                               | Bordeaux                                                                | Austria                                                                 | 0 – 2                                                                   | Ungheria                                                                | Euro 2016 - 1º turno                                                    | -                                                                       |                                                                         |
| 18-6-2016                                                               | Marsiglia                                                               | Islanda                                                                 | 1 – 1                                                                   | Ungheria                                                                | Euro 2016 - 1º turno                                                    | -                                                                       | 81’                                                                     |
| 26-6-2016                                                               | Lione                                                                   | Ungheria                                                                | 0 – 4                                                                   | Belgio                                                                  | Euro 2016 - Ottavi di finale                                            | -                                                                       |                                                                         |
| 6-9-2016                                                                | Tórshavn                                                                | Fær Øer                                                                 | 0 – 0                                                                   | Ungheria                                                                | Qual. Mondiali 2018                                                     | -                                                                       |                                                                         |
| 7-10-2016                                                               | Budapest                                                                | Ungheria                                                                | 2 – 3                                                                   | Svizzera                                                                | Qual. Mondiali 2018                                                     | -                                                                       |                                                                         |
| 10-10-2016                                                              | Riga                                                                    | Lettonia                                                                | 0 – 2                                                                   | Ungheria                                                                | Qual. Mondiali 2018                                                     | -                                                                       |                                                                         |
| 15-11-2016                                                              | Budapest                                                                | Ungheria                                                                | 0 – 2                                                                   | Svezia                                                                  | Qual. Mondiali 2018                                                     | -                                                                       |                                                                         |
| 25-3-2017                                                               | Lisbona                                                                 | Portogallo                                                              | 3 – 0                                                                   | Ungheria                                                                | Qual. Mondiali 2018                                                     | -                                                                       |                                                                         |
| 5-6-2017                                                                | Budapest                                                                | Ungheria                                                                | 0 – 3                                                                   | Russia                                                                  | Amichevole                                                              | -                                                                       | 46’                                                                     |
| 31-8-2017                                                               | Budapest                                                                | Ungheria                                                                | 3 – 1                                                                   | Lettonia                                                                | Qual. Mondiali 2018                                                     | 1                                                                       |                                                                         |
| 3-9-2017                                                                | Budapest                                                                | Ungheria                                                                | 0 – 1                                                                   | Portogallo                                                              | Qual. Mondiali 2018                                                     | -                                                                       |                                                                         |
| 7-10-2017                                                               | Basilea                                                                 | Svizzera                                                                | 5 – 2                                                                   | Ungheria                                                                | Qual. Mondiali 2018                                                     | -                                                                       | cap.                                                                    |
| 10-10-2017                                                              | Budapest                                                                | Ungheria                                                                | 1 – 0                                                                   | Fær Øer                                                                 | Qual. Mondiali 2018                                                     | -                                                                       |                                                                         |
| 9-11-2017                                                               | Lussemburgo                                                             | Lussemburgo                                                             | 2 – 1                                                                   | Ungheria                                                                | Amichevole                                                              | -                                                                       |                                                                         |
| 14-11-2017                                                              | Budapest                                                                | Ungheria                                                                | 1 – 0                                                                   | Costa Rica                                                              | Amichevole                                                              | -                                                                       | cap.                                                                    |
| 6-6-2018                                                                | Brėst                                                                   | Bielorussia                                                             | 1 – 1                                                                   | Ungheria                                                                | Amichevole                                                              | -                                                                       |                                                                         |
| 9-6-2018                                                                | Budapest                                                                | Ungheria                                                                | 1 – 2                                                                   | Australia                                                               | Amichevole                                                              | -                                                                       | cap.                                                                    |
| 8-9-2018                                                                | Tampere                                                                 | Finlandia                                                               | 1 – 0                                                                   | Ungheria                                                                | UEFA Nations League 2018-2019 - 1º turno                                | -                                                                       |                                                                         |
| 11-9-2018                                                               | Budapest                                                                | Ungheria                                                                | 2 – 1                                                                   | Grecia                                                                  | UEFA Nations League 2018-2019 - 1º turno                                | -                                                                       |                                                                         |
| 12-10-2018                                                              | Marousi                                                                 | Grecia                                                                  | 1 – 0                                                                   | Ungheria                                                                | UEFA Nations League 2018-2019 - 1º turno                                | -                                                                       |                                                                         |
| 15-10-2018                                                              | Tallinn                                                                 | Estonia                                                                 | 3 – 3                                                                   | Ungheria                                                                | UEFA Nations League 2018-2019 - 1º turno                                | -                                                                       |                                                                         |
| 15-11-2018                                                              | Budapest                                                                | Ungheria                                                                | 2 – 0                                                                   | Estonia                                                                 | UEFA Nations League 2018-2019 - 1º turno                                | -                                                                       |                                                                         |
| 18-11-2018                                                              | Budapest                                                                | Ungheria                                                                | 2 – 0                                                                   | Finlandia                                                               | UEFA Nations League 2018-2019 - 1º turno                                | -                                                                       | 46’                                                                     |
| 21-3-2019                                                               | Trnava                                                                  | Slovacchia                                                              | 2 – 0                                                                   | Ungheria                                                                | Qual. Euro 2020                                                         | -                                                                       |                                                                         |
| 24-3-2019                                                               | Budapest                                                                | Ungheria                                                                | 2 – 1                                                                   | Croazia                                                                 | Qual. Euro 2020                                                         | -                                                                       |                                                                         |
| 9-9-2019                                                                | Budapest                                                                | Ungheria                                                                | 1 – 2                                                                   | Slovacchia                                                              | Qual. Euro 2020                                                         | -                                                                       |                                                                         |
| 10-10-2019                                                              | Spalato                                                                 | Croazia                                                                 | 3 – 0                                                                   | Ungheria                                                                | Qual. Euro 2020                                                         | -                                                                       | 46’                                                                     |
| Totale                                                                  |                                                                         | Presenze                                                                | 57                                                                      |                                                                         | Reti                                                                    | 1                                                                       |                                                                         |

## Curiosità
- Al suo arrivo al Lech Poznań, è stato soprannominato Bad boy dai tifosi del club in quanto assomiglia a Jesse Pinkman dalla serie TV di AMC Breaking Bad.[10][11]

## Palmarès

### Club

#### Competizioni nazionali
- Football League Championship: 1

Newcastle: 2009-2010
- Coppa di Lega ungherese: 1

Diósgyőri: 2013-2014
- Campionato polacco: 1

Lech Poznań: 2014-2015
- Supercoppa di Polonia: 1

Lech Poznań: 2015
- Supercoppa d'Ucraina: 2

Dinamo Kiev: 2018, 2019
- Coppa della Cina: 1

Shandong Luneng: 2020